# Socijaldemokratska partija Bosne i Hercegovine
Socijaldemokratska partija Bosne i Hercegovine socijaldemokratska politička je stranka u Bosni i Hercegovini koja zastupa demokratske građanske  interese.

## Povijest
Nastala je 27. prosinca 1992. godine iz tadašnjeg Saveza komunista Bosne i Hercegovine, a na prvim demokratskim izborima je poražena od tzv. nacionalnih stranaka. Prvi predsjednik (po raspadu Saveza komunista Jugoslavije) bio je Nijaz Duraković. Trenutni predsjednik je Nermin Nikšić.
Zbog građanske orijentacije, kao i zalaganja za BiH kao demokratsku državu, za vrijeme rata je podržavala SDA, odnosno zastupala Hrvate i Srbe na područjima pod nadzorom vlade Alije Izetbegovića. Iako djeluje na cijelom teritoriju BiH. Danas SDP ima svoje odbore na području čitave Bosne i Herecgovine.
Nakon rata se je nametnula kao jedna od vodećih oporbenih stranaka. Na Drugom kongresu održanom u Sarajevu 6. travnja 1997., za predsjednika stranke izabran je Zlatko Lagumdžija. Sudjelovala je u vlasti na državnoj razini (2001. – 2003.) nakon izuzeća nacionalnih stranaka odlukom visokog predstavnika 2001., u koaliciji Demokratska alijansa za promjene.
SDP se veže za tradiciju Socijaldemokratske stranke BiH, koja je nastala još 1909. godine, a svoje korijene ima i u Komunističkoj partiji Jugoslavije.

## Uspjesi na izborima

### Predsjedništvo BiH
| izbori              | kandidati           | kandidati        | kandidati       |
| izbori              | bošnjački član      | hrvatski član    | srpski član     |
| 1996. glasovi ishod | Sead Avdić          | -                | -               |
| ------------------- | ------------------- | ---------------- | --------------- |
| 1996. glasovi ishod | 21 254 (2,33%)      | -                | -               |
| 1996. glasovi ishod | četvrtoplasirani    | -                | -               |
| 1998. glasovi ishod | -                   | Gradimir Gojer   | -               |
| 1998. glasovi ishod | -                   | 113 961 (31,83%) | -               |
| 1998. glasovi ishod | -                   | drugoplasirani   | -               |
| 2002. glasovi ishod | Alija Behmen        | -                | Mladen Grahovac |
| 2002. glasovi ishod | 90 434 (17,51%)     | -                | 22 852 (4,50%)  |
| 2002. glasovi ishod | trećeplasirani      | -                | sedmoplasirani  |
| 2006. glasovi ishod | -                   | Željko Komšić    | -               |
| 2006. glasovi ishod | -                   | 116 062 (39,56%) | -               |
| 2006. glasovi ishod | -                   | pobjednik        | -               |
| 2010. glasovi ishod | -                   | Željko Komšić    | -               |
| 2010. glasovi ishod | -                   | 337 065 (60,61%) | -               |
| 2010. glasovi ishod | -                   | pobjednik        | -               |
| 2014. glasovi ishod | Bakir Hadžiomerović | -                | -               |
| 2014. glasovi ishod | 75 369 (10,02%)     | -                | -               |
| 2014. glasovi ishod | četvrtoplasirani    | -                | -               |

## Vanjska poveznica
- Službena stranačka stranica